# ゴプセック
『ゴプセック』（フランス語: Gobseck）は、フランスの作家オノレ・ド・バルザックが1830年に発表した中編小説。彼の作品群『人間喜劇』では「風俗研究」の「私生活風景」に分類されている。

## 概要
1830年にモード誌に「高利貸し」（L'Usurier）というタイトルで草稿が掲載され、その後ル・ヴォルール誌に文章が掲載。
同年「不身持の危険」（Les Dangers de l'inconduite）と題名を改め、他の短編と共に「私生活情景」（Scènes de la vie privée）として出版。 
1835年ベシェ版に「パパ・ゴプセック」（Papa Gobseck）と題名を改め出版、1842年フュルヌ版として出版。

## あらすじ
1829年から1830年、グランリュー子爵夫人のサロンでの会話から始まる。代訴人のデルヴィルは子爵夫人の娘・カミーユがレストー伯爵の息子・エルネストに恋をしていると聞いた。
子爵夫人はエルネストの母・アナスタジーが浪費家であり愛人がいる為、交際に反対する。デルヴィルはエルネストに財産がある可能性を示唆する為に高利貸し・ゴプセックの話をする。
ゴプセックはアナスタジーからレストー伯爵のダイヤモンドを買い取る（ゴリオ爺さんにも描かれる）。直後にレストー伯爵がやって来てダイヤを買い戻すが、ゴプセックは伯爵にある提案をする。伯爵の死後ゴプセックは伯爵の財産を相続する。
デルヴィルはゴプセックの死去によって、エルネストがレストー伯爵の財産を相続する事を示唆しカミーユとの結婚に問題が無いことを指摘する。

## 登場人物
ジャン・エステル・ヴァン・ゴプセック（fr:Jean-Esther van Gobseck）
高利貸し。1740年 ベルギー・アンヴェルスにオランダ人の父とユダヤ人の母の間に生まれる。
若い頃は水夫をしていた。吝嗇家。89歳まで生きた。
妹の孫はオランダ美人と称されたサラ・ヴァン・ゴプセック（「セザール・ビロトー」に登場）。サラの娘はシビレエイと称されたエステル・ヴァン・ゴプセック（「娼婦の栄光と悲惨」に登場）。
デルヴィル（fr:Maître Derville）
代訴人。ゴプセックとはアパルトマンに住んでいた時の隣人で、事務所を買い取る際に融資を受けている。
アナスタジー・ド・レストー（fr:Anastasie de Restaud）
レストー伯爵の妻。ゴプセックに夫のダイヤモンドを売る。
レストー伯爵（Comte de Restaud）
子供は3人いる（実子はエルネストのみ）。財産を守るためにゴプセックの提案を受け、遺言書を作成する。
エルネスト・ド・レストー（Ernest de Restaud）
レストー伯爵とアナスタジーの子供。
マクシム・ド・トラーユ（fr:Maxime de Trailles）
アナスタジーの愛人。
グランリュー子爵夫人（Vicomtesse de Grandlieu）
デルヴィルとはグランリュー家の財産を取り戻して貰った事から親交がある。娘のカミーユ（Camille）はエルネストに思いを寄せる。

## 映像化作品
- 『ゴプセック』（1936年 ソビエト連邦の映画） コンスタンチン・エッゲルト監督、レオニード・レオニドフ主演
- 『ゴプセック』（1987年 ソビエト連邦の映画） アレクサンドル・オルロフ監督、ウラジーミル・タトソフ主演